# تاواسیاکولام
تاواسیاکولام (به لاتین: Thavasiyakulam) یک منطقهٔ مسکونی در سری‌لانکا است که در استان شمالی (سری‌لانکا) واقع شده‌است.